# Скиповац Доњи (Добој)
Скиповац Доњи је насељено мјесто у граду Добој, Република Српска, БиХ. Према попису становништва из 2013. године, у насељу је живјело 74 становника.

## Становништво
| Демографија | Демографија | Демографија |
| Година      | Становника  | Становника  |
| ----------- | ----------- | ----------- |
| 1971.       | 758         |             |
| 1981.       | 651         |             |
| 1991.       | 493         |             |
| 2013.       | 74          |             |